# Fredrik Bengt Örnfelt
Fredrik Bengt Örnfelt, född 1742, död 1795, var en svensk friherre och överstelöjtnant, senare vice landshövding i Södermanlands län 1783. När han dog i Kåreholm i Rönö socken slöts även ätten Örnfelt på svärdssidan. Han var son till friherren Henrik Teodor Örnfelt och friherrinnan Görvel Charlotta Horn af Rantzien, dotter till Bengt Horn af Rantzien.

## Barn
Fredrik Bengt Örnfelt var far till Catharina Görvel Örnfelt och Gustava Eleonora Örnfelt.